# 무상왕
무상왕(無上王)은 예전 아시아 왕조 시대에 존재하던 존호로서, 태상왕의 위, 태상왕의 아버지, 국왕의 할아버지를 뜻한다.

## 유래
무상왕은 중국에 무상황(無上皇)에서 유래된 것으로 보인다.

## 개요
615년, 수나라 말기에 노명월(卢明月)이 자칭 무상왕이라 하였고, 또 무주 대에 거란(契丹)의 족장인 이진충(李盡忠)이 자칭 무상가한이라 하였다.

## 같이 보기
- 태상왕
- 태상황